# زن سیاه جادویی
«زن سیاه جادویی» آهنگی است که توسط پیتر گرین، نوازنده بریتانیایی نوشته شده‌است، که برای اولین بار در سال ۱۹۶۸ به عنوان یک تک آهنگ برای گروهش فلیتوود مک ظاهرشد. پس از آن، این آهنگ درسال ۱۹۶۹ در آلبوم‌های تلفیقی فلیت وود مک، رز انگلیسی (ایالات متحده) و پرنده پارسای خوش‌یمن (بریتانیا)، و همچنین مجموعه‌های بعدی پربازدیدترین‌ها و سال‌های پرنعمت ظاهرشد.
درسال ۱۹۷۰، این آهنگ به عنوان اولین تک آهنگ از آلبوم سانتانا ابراکساس منتشرشد. این آهنگ، که توسط گِرِگ رولی خوانده شد، به رتبه چهارم در نمودارهای ایالات متحده و کانادا رسید و موفقیت آن در نمودار، ضبط سانتانا را به نسخه شناخته‌شده‌تر آهنگ تبدیل کرد.
این آهنگ همچنین توسط باب ولش، عضو سابق فلیت‌وود مک در آلبوم سال ۲۰۰۶ خود، فراسو و سال‌های مک فلیت‌وود، جلد ۲ اگرچه ولش در زمان ضبط اولیه عضوی از گروه نبود، او تعدادی از آهنگ‌های پیتر گرین را در طول مدت حضورش در گروه اجرا کرده بود.

## نسخه سانتانا

### پیش‌زمینه
نسخه سانتانا، ضبط شده درسال ۱۹۷۰، آمیخته‌ای با ساز گابور سابو درسال ۱۹۶۶ «کولی ملکه» است که ترکیبی از موسیقی جاز، موسیقی محلی مجارستانی و ریتم‌های لاتین است. این آهنگ به یکی از اصلی‌ترین آهنگ‌های سانتانا و یکی از بزرگ‌ترین موفقیت‌های آن‌ها تبدیل‌شد، با این آهنگ که ۱۳ هفته در جدول بیلبورد هات ۱۰۰ سپری کرد و در ژانویه ۱۹۷۱ به رتبه چهارم رسید، بالاترین پیک آن‌ها در هات ۱۰۰ تا آهنگ «ملایم» درسال ۱۹۹۹ آلبوم سانتانا درسال ۱۹۷۰، آبراکساس، در جدول و چهار پلاتین در سال ۱۹۸۶، تا حدی به لطف «زن جادویی سیاه» به شماره ۱ رسید.
«ملکه کولی» از نسخه تک‌آهنگ موجود در آلبوم پربازدیدترین‌های سانتانا درسال ۱۹۷۴ حذف‌شد، حتی اگر ایستگاه‌های رادیویی معمولا «زن جادویی سیاه» و «ملکه کولی» را به عنوان یک تک‌آهنگ پخش می‌کنند.